# Paratrachea
Paratrachea là một chi bướm đêm thuộc họ Noctuidae.

## Loài
- Paratrachea laches (Druce, 1889)
- Paratrachea viridescens (Barnes & McDunnough, 1918)